# Плеику
Плеику (виј. Pleiku) је град у Вијетнаму у покрајини Жја Лај. Према резултатима пописа 2009. у граду је живело 233.990 становника.